# Алей (район)
Алей (араб. قضاء عاليه) — один з 25 районів Лівану, входить до складу провінції Гірський Ліван. Адміністративний центр — м. Алей. На півночі межує з районом Баабда, на сході — з районами Захле та Західна Бекаа, на півдні — з районом Шуф, на заході омивається водами Середземного моря.
Адміністративно поділяється на 55 муніципалітетів.
| Ліван | Це незавершена стаття з географії Лівану. Ви можете допомогти проєкту, виправивши або дописавши її. |